# Rare collectives vol.2
『rare collectives vol.2』（レア・コレクティブス・ボリューム・ツー）は日本のロックバンド、GLAYが2003年2月5日にリリースしたコンピレーション・アルバムである。発売時のキャッチコピーは“ベスト盤を越えたマスト盤”。公式では、「CONCEPT ALBUM」と言う呼称となっている。

## 解説
『rare collectives vol.1』と同時発売で、Disc 1はGLAYの1999年2月リリース以降のシングルのカップリング曲で構成され、書き下ろしの新曲「いつか」が収録されている。
Disc 2は「HISASHI DISC」とも呼ばれており、メンバーのHISASHIが作詞作曲を手がけた作品が集まっている。
2011年には『rare collectives vol.3』『rare collectives vol.4』が発売された。

## 収録曲

### Disc-1
1. Young oh! oh!
16thシングル「Winter,again」のカップリング曲。シングルバージョンと異なり、後奏部分が大幅にカットされている。アルバム初収録。
2. HELLO MY LIFE
16thシングル「Winter,again」のカップリング曲。アルバム初収録。
3. summer FM
17thシングル「ここではない、どこかへ」のカップリング曲。曲の冒頭にノイズが追加されている。
4. ROCK ICON
19thシングル「MERMAID」のカップリング曲。アルバム初収録。
5. Good Bye Bye Sunday
20thシングル「とまどい／SPECIAL THANKS」のカップリング曲。アルバム初収録。
6. TIME
21stシングル「Missing You」のカップリング曲。アルバム初収録。
7. WHY DON'T WE MAKE YOU HAPPY
21stシングル「Missing You」のカップリング曲。アルバム初収録。
8. GOOD MORNING N.Y.C
22ndシングル「GLOBAL COMMUNICATION」のカップリング曲。アルバム初収録。冒頭がシングルバージョンに比べ、僅かに長い。
9. BACK-UP
23rdシングル「STAY TUNED」のカップリング曲。アルバム初収録。
10. Super Ball 425
23rdシングル「STAY TUNED」のカップリング曲。アルバム初収録。
11. 卒業まで、あと少し
25thシングル「Way of Difference」のカップリング曲。
12. BROTHEL CREEPERS
27thシングル「逢いたい気持ち」のカップリング曲。アルバム初収録。
13. いつか
新曲。TBS系ドラマ『刑事☆イチロー』主題歌。後にDVDシングルとしてリカットされた。

### Disc-2
1. 17bars (Instrumental)
新曲。
2. Cynical
7thシングル「生きてく強さ」のカップリング曲。アルバム初収録。
3. neuromancer
10thシングル「a Boy〜ずっと忘れない〜」のカップリング曲。アルバム初収録。
4. アイ
14thシングル「SOUL LOVE」のカップリング曲。アルバム初収録。
5. Surf Rider
21stシングル「Missing You」のカップリング曲。アルバム初収録。
6. GIANT STRONG FAUST SUPER STAR
26thシングル「またここであいましょう」のカップリング曲。アルバム初収録。
7. 17ans
新曲。HISASHI作詞・作曲の楽曲。曲名はフランス語で17歳という意味。
8. I'm yours (Knightmare mix'99)　 
HISASHIによる12thシングル「HOWEVER」のカップリング曲のリミックスバージョン。
9. 道産子シーサー
ガレッジセールとのコラボレートGALAYの楽曲。作詞はゴリ。アルバム初収録。

## 参加ミュージシャン
- TERU - ボーカル
- TAKURO - エレクトリックギター、アコースティックギター
- HISASHI - エレクトリックギター、アコースティックギター
- JIRO - ベース

- 永井利光 - ドラムス
- D.I.E. - ピアノ、キーボード
- 佐久間正英 - プログラミング、キーボード、ピアノ、ストリングスアレンジメント
- 小森茂生 - ピアノ、キーボード
- 弦一徹 - ヴァイオリン（on「17bars」「17ans」）
- ガレッジセール - ボーカル（on「道産子シーサー」）